# Гари О'Конър
Гари Лорънс О'Конър (на английски: Garry Lawrence O'Connor, роден на 7 май 1983 в Единбург) e шотландски футболист, играещ от 2011 г. във ФК Барнзли в Чемпиъншип. Играе и в националния отбор на Шотландия

## Кариера
2000-2001: ФК Хибърниън
2001-2002: ФК Питърхед (преотстъпен)
2001-2006: ФК Хибърниън
2006-2007: Локомотив Москва
2007-2011: Бирмингам Сити
2011-: ПФК Ботев

## Успехи
Бронзов медал – Шотландия Сезон 2004/05
Бронзов медал – Русия Сезон 2006